# Barbate
Barbate – miasto w Hiszpanii, we wspólnocie autonomicznej Andaluzja, nad Oceanem Atlantyckim. W 2007 liczyło 22 582 mieszkańców.

## Miasta partnerskie
- Isla Cristina, Hiszpania
- Tetuan, Maroko